# Christopher Isherwood
Christopher William Bradshaw Isherwood (Cheshire, 1904. augusztus 26. – Santa Monica, 1986. január 4.) angol-amerikai regényíró, drámaíró, forgatókönyvíró, önéletrajz- és naplóíró. Legismertebb művei közé tartozik a Goodbye to Berlin (1939), egy félig önéletrajzi regény, amely a Cabaret című musicalt ihlette, a A Single Man (1964), amelyet Tom Ford filmre adaptált 2009-ben, valamint a Christopher and His Kind (1976) memoár, amely „Gay Liberation” mozgalom kedvence lett.

## Életrajza

### Családja és ifjúkora
Isherwood 1904-ben született családja birtokán Cheshire-ben, Stockport közelében, Anglia északnyugati részén. Francis Edward Bradshaw Isherwood (1869–1915) idősebb fia volt, aki Frankként ismert, a York és Lancaster Ezred hivatásos katonája, valamint anyja, Kathleen Bradshaw Isherwood, szül. Machell Smith (1868–1960), egy sikeres borkereskedő egyetlen lánya. Ősei közé tartozott John Bradshaw puritán bíró, aki aláírta I. Károly király halálos ítéletét, és két éven át az Egyesült Királyság királyi Titkos Tanácsa (Privy Council) elnökeként szolgált, gyakorlatilag az Angol Köztársaság elnöke. Isherwood apja, Frank a Cambridge-i Egyetemen és a Sandhursti Királyi Katonai Akadémián tanult, harcolt a búr háborúban, és meghalt az első világháborúban. Isherwood anyja, Kathleen saját anyja révén Greene King gazdag sörfőző családjának tagja, Isherwood pedig Graham Greene regényíró unokatestvére volt, aki szintén rokonságban állt a sörfőző családdal. Frank és Kathleen első fiukat Christopher William Bradshaw Isherwoodnak keresztelték el, amit Isherwood leegyszerűsített, amikor 1946-ban az Egyesült Államok állampolgárává vált.

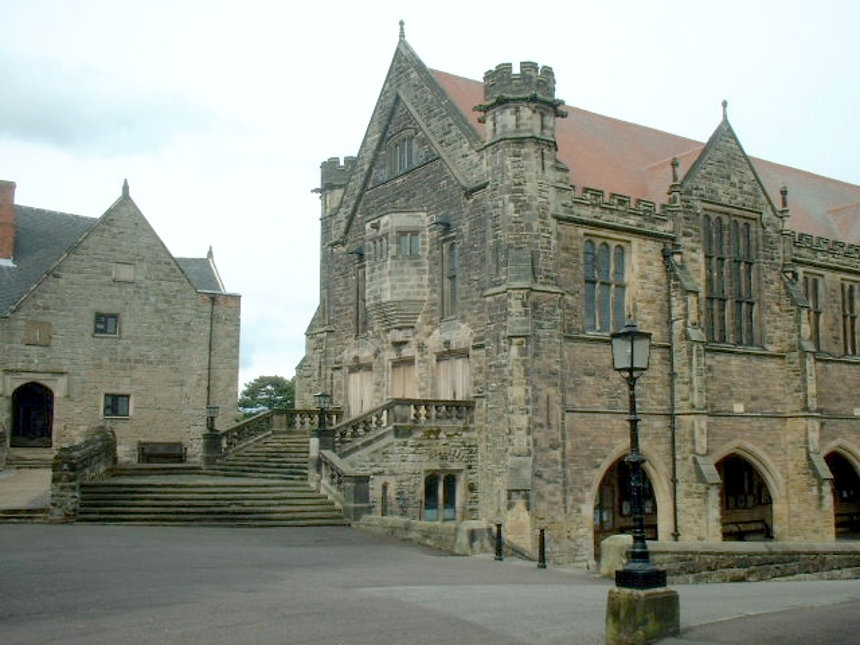
Repton School

Reptonban, a derbyshire-i bentlakásos iskolájában Isherwood találkozott élethosszig tartó barátjával, Edward Upwarddal, akivel együtt feltalálták a képzeletbeli angol falut, Mortmere-t, ahogyan az a Lions and Shadows (1938) című kitalált önéletrajzában is szerepel. Történelemtudósnak ment a cambridge-i Corpus Christi College-ba, a második éves Cambridge-i Egyetemi Triposon vicceket és limerickeket írt, majd 1925-ben diploma nélkül távozásra kérték.
1925 karácsonyán újra bemutatták egy felkészítő barátjának, W. H. Audennek. Isherwood Auden révén találkozott a fiatal költő Stephen Spenderrel, aki kinyomtatta Auden első gyűjteményét, a Poems-t (1928). Úgy tartják, hogy az Upward, Isherwood, Auden és Spender alkotta irodalmi csoport volt az 1930-as évek legizgalmasabbja Angliában. Auden az Auden Group vagy Auden Generation néven ismert regényírónak nevezte Isherwoodot. Cecil Day-Lewisszal és Louis MacNeice-szel Auden és Spender később megalkotta a MacSpaunday Poets nevű csoportot, amelyhez Isherwood is tartozott.
Miután elhagyta Cambridge-et, Isherwood magántanárként, majd titkárként dolgozott az André Mangeot hegedűművész által vezetett vonósnégyesnél, miközben befejezte első regényét. Ez volt az 1928-ban megjelent All the Conspirators, amely a gyermekek és szüleik önrendelkezési harcáról szól. 1928 októberében beiratkozott orvostanhallgatónak a londoni King's College-ba, de hat hónap után otthagyta.
1929 márciusában csatlakozott Audenhez Berlinben, ahol Auden egy posztgraduális évet töltött. A tíznapos látogatás megváltoztatta Isherwood életét. Viszonyba kezdett egy német fiúval, akivel a The Cozy Corner nevű pincebárban találkoztak, és Magnus Hirschfeld Szexuális Tudományok Intézetében (Institut für Sexualwissenschaft) „szemtől szembe hozták törzsével”. Júliusban ismét Berlinbe látogatott, és novemberben oda is költözött.

### Berlini tartózkodás

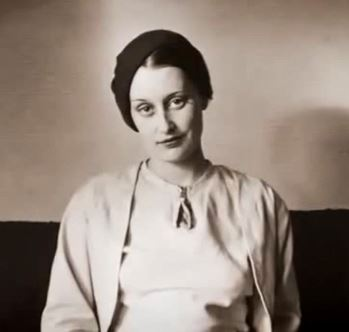
Jean Ross, egy brit emigráns és kabaréénekes, akiről Isherwood Sally Bowles karakterét mintázta.

Berlinben Isherwood befejezte második regényét, The Memorial (1932), amely az első világháború családjára és generációjára gyakorolt hatásáról szól. Folytatta azt a szokását is, hogy naplót vezetett. Naplójában nyersanyagokat gyűjtött a Gerald Hamiltonnal való valós barátság ihlette Mr. Norris Changes Trains (1935), és a Goodbye to Berlin (1939), a városról készült portréjához, ahol Adolf Hitler hatalomra került – a szegénység, a munkanélküliség, a zsidók és kommunisták elleni növekvő támadások tette lehetővé, és figyelmen kívül hagyta a kávézókban, bárokban és bordélyházakban zajló éjszakai élet dacos hedonizmusa. A Goodbye to Berlin a baloldali New Writing magazinban megjelent történeteket tartalmazott, valamint Isherwood 1937-es Sally Bowles című kisregényét, amelyben megalkotta leghíresebb karakterét egy fiatal angol nő, Jean Ross alapján, akivel rövid ideig megosztott egy lakást.
Amerikában a berlini regényeket együtt adták ki The Berlin Stories címmel 1945-ben. 1951-ben a Goodbye to Berlint New York-i színpadra adaptálta John van Druten I Am a Camera címmel, amelyet Isherwood bevezető bekezdéseiből vettek át. A darab ihlette a Broadway Cabaret című musicalt (1966), amelyből később, 1972-ben a Cabaret című filmet forgatták.
1932-ben Isherwood kapcsolatot kezdett egy fiatal némettel, Heinz Neddermeyerrel. 1933 májusában együtt menekültek el a náci Németországból, és először Görögországba utaztak. Neddermeyernek 1934 januárjában megtagadták a belépést Angliába, ezért "Odüsszeiát járt", hogy szexuális hazát keressen, ahol együtt letelepedhetnének. A Kanári-szigeteken, Koppenhágában, Brüsszelben, Amszterdamban és a portugáliai Sintrában éltek, miközben új állampolgárságot és útlevelet próbáltak szerezni Neddermeyer számára. 1937 májusában, amikor ő és Isherwood Luxemburgban éltek, Neddermeyert hirtelen kiutasították Németországba. Neddermeyert másnap letartóztatta a Gestapo hadkötelezettség kijátszása és kölcsönös onanizmus miatt. Neddermeyert három és fél év kényszermunkára és katonai szolgálatra ítélték. (A náci bíróság soha senkit nem talált ártatlannak.) 1938-ban megnősült, és a házaspárnak egy gyermeke született, egy fiú, aki 1940-ben született. Neddermeyer túlélte a háborút, és 1956-ban levelet küldött Isherwoodnak, amelyben pénzt kért a kelet-németországi meneküléshez, amit Isherwood meg is adott. Az utolsó ismert kapcsolat a két férfi között egy részvétnyilvánítás volt, amelyet Neddermeyer Isherwoodnak írt Isherwood édesanyja halála alkalmából 1960-ban.
Ebben az időszakban Isherwood gyakran visszatért Londonba, ahol első filmírói munkáját vállalta, Berthold Viertel bécsi rendezővel együtt dolgozott a Little Friend (1934) című filmen. Audennel három darabban dolgozott együtt – The Dog Beneath the Skin (1935), The Ascent of F6 (1936) és On the Frontier (1938) –, amelyeket Robert Medley és Rupert Doone Group Theatre készítette. Dolgozott a Lions and Shadows (1938) című filmen is, amely az 1920-as években végzett – iskolán belüli és azon kívüli – művelődésének fikciós önéletrajza.
1938 januárjában Isherwood és Auden Kínába utazott, hogy a kínai-japán konfliktusról írják a Journey to a War (1939) című művet. A következő nyáron visszatértek Angliába az Egyesült Államokon keresztül, és 1939 januárjában úgy döntöttek, hogy kivándorolnak oda.

### Élet az Egyesült Államokban

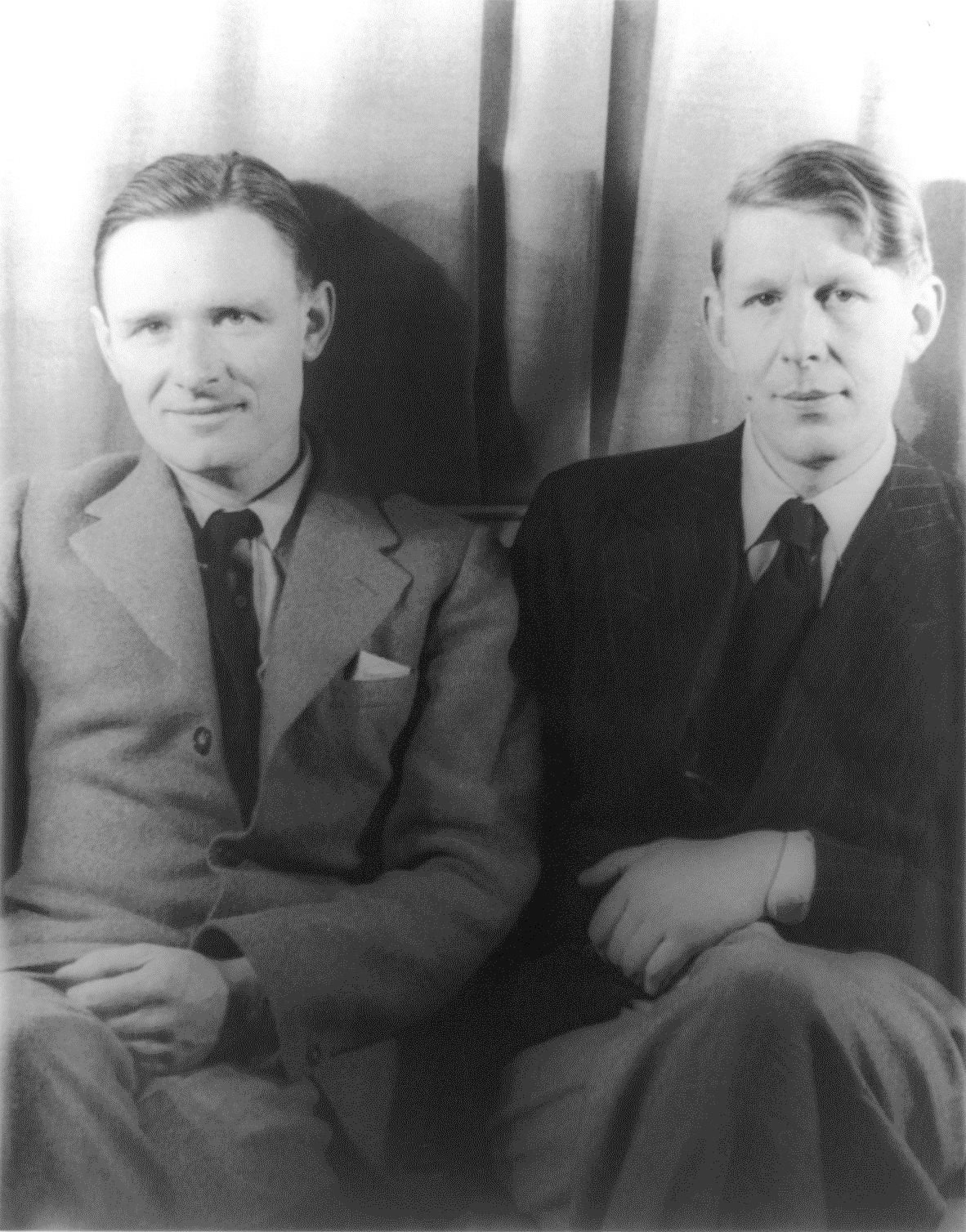
Christopher Isherwood (balra) és W. H. Auden (jobbra), Carl Van Vechten fényképezte 1939-ben

A kaliforniai Hollywoodban élve Isherwood összebarátkozott Truman Capote-val, egy feltörekvő fiatal íróval, akire hatással voltak Isherwood Berlini történetei, leginkább a "Sally Bowles" történet nyomai, amelyek Capote Breakfast at Tiffany's (Reggeli a Tiffanyban) című híres kisregényében tűnnek fel.
Isherwood összebarátkozott Dodie Smith brit regény- és drámaíróval is, aki szintén Kaliforniába költözött, és azon kevesek egyike lett, akiknek Isherwood megmutatta készülő munkáját.
Isherwood azt fontolgatta, hogy 1945-ben amerikai állampolgár lesz, de megtagadta az eskü letételét, amiért vállalnia kellene, hogy megvédi az országot. A következő évben állampolgárságért folyamodott, és őszintén válaszolt a kérdésekre, mondván, hogy vállalja a nem harci feladatokat, mint például a hajók élelmiszerrel való megrakását. Az is segített, hogy önként jelentkezett az egészségügyi alakulatnál. A honosítási ceremónián megállapította, hogy esküt kell tennie a nemzet védelmére, és úgy döntött, hogy leteszi az esküt, mivel kifogásait és fenntartásait már kifejtette. 1946. november 8-án lett amerikai állampolgár.
William "Bill" Caskey fotóssal kezdett együtt élni. 1947-ben ketten Dél-Amerikába utaztak. Isherwood írta a prózát, Caskey pedig készítette a fényképeket egy 1949-es könyvhöz, amely a The Condor and the Cows című utazásáról szól.
1953 Valentin-napján, 48 évesen egy baráti társaságban találkozott a tinédzser Don Bachardyval Santa Monica tengerpartján. A tudósítások Bachardy akkori életkoráról változóak, de Bachardy később azt mondta: „Akkor valószínűleg 16 éves voltam.” Valójában 18 éves volt. A korkülönbség ellenére ez a találkozó egy párkapcsolatot indított el, amelyet bár kapcsolatok és elválások szakítottak meg, Isherwood élete végéig tartott.
Viszonyuk első hónapjaiban Isherwood befejezte – és Bachardy gépelte – a regényt, amelyen néhány évig dolgozott, The World in the Evening (1954). Isherwood az 1950-es években és az 1960-as évek elején a Los Angeles State College-ban (ma California State University, Los Angeles) is tanított egy kurzust a modern angol irodalomról.
A 30 éves korkülönbség Isherwood és Bachardy között akkoriban "felvonta a szemöldököt", Bachardyt saját szavai szerint "egyfajta gyerekprostituáltnak tekintették", de kettejükből jól ismert és bejáratott pár lett a dél-kaliforniai társadalomban, sok hollywoodi baráttal.

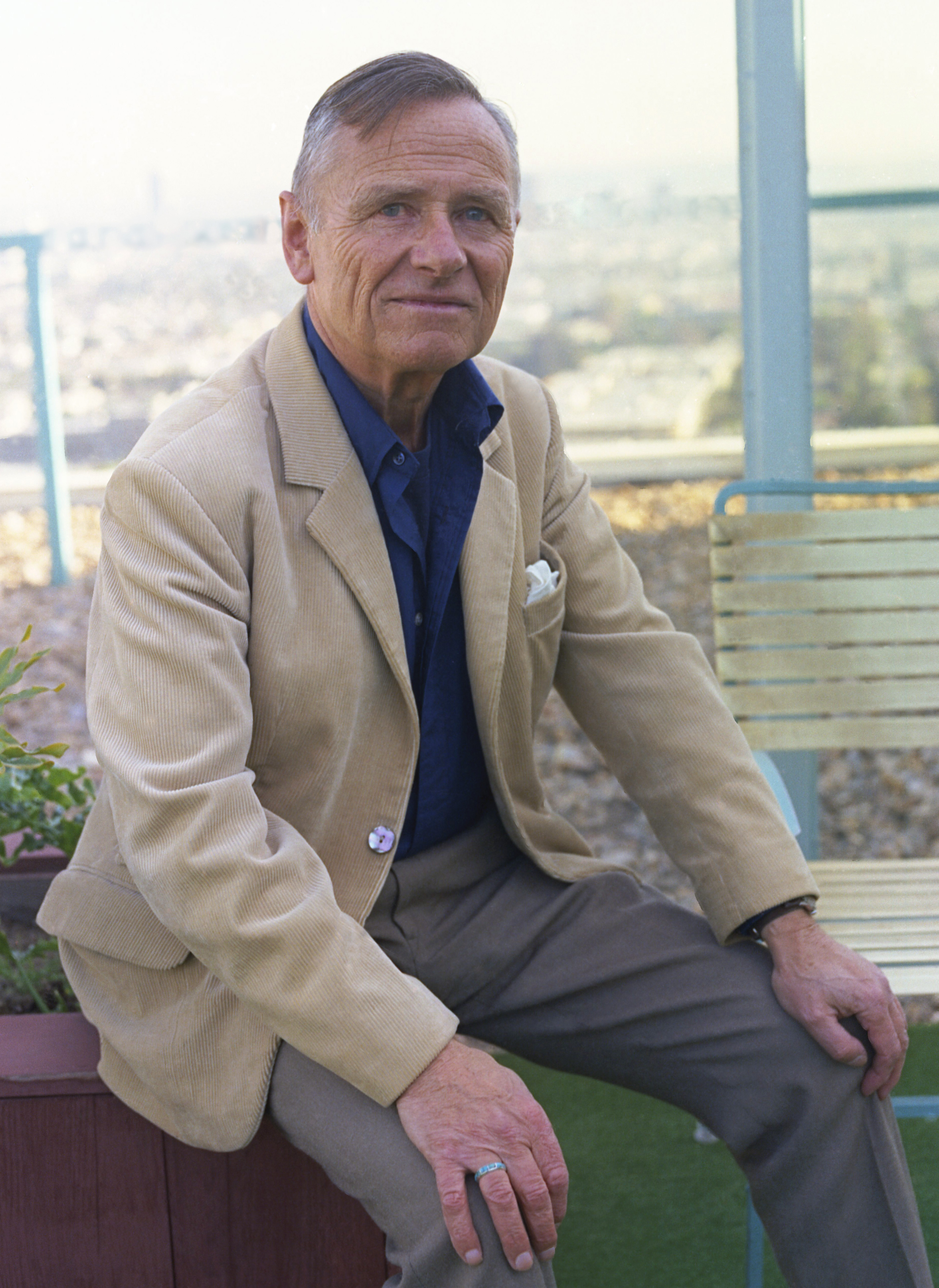
Isherwood 1973-ban

Egy 1962-ben megjelent regény, a Down There on a Visit négy kapcsolódó történetet tartalmazott, amelyek átfedik a berlini történeteiben szereplő időszakot. Sok kritikus véleménye szerint Isherwood legjobb eredménye az A Single Man című 1964-es regénye volt, amely George, egy középkorú, meleg angol, egy Los Angeles-i egyetem professzora életének egy napját ábrázolja. A regényből 2009-ben készült egy azonos című film. 1964-ben Isherwood együttműködött Terry Southern amerikai íróval a forgatókönyv megírásában A The Loved One Tony Richardson filmadaptációjához, amely Evelyn Waugh maró szatírája az amerikai temetkezési iparágról.
Isherwood és Bachardy együtt éltek Santa Monicában Isherwood élete végéig. Isherwoodnál 1981-ben prosztatarákot diagnosztizáltak, és 1986. január 4-én halt meg a betegségben Santa Monica-i otthonában, 81 évesen. Holttestét az UCLA orvostudományának adományozták, majd hamvait a tengerbe szórták. Bachardy független hírnévvel rendelkező, sikeres művész lett, és a haldokló Isherwoodról készült portréi Isherwood halála után váltak ismertté.

### Csatlakozás a Védantához
Gerald Heard bevezette Aldous Huxley brit írót a Védantába (hindu-központú filozófia) és a meditációba. Miután 1937-ben Amerikába vándoroltak, Heard és Huxley védantisták lettek, és részt vettek a Dél-Kaliforniai Vedanta Társaság rendezvényein, Swami Prabhavananda alapító, az indiai Ramakrishna rend szerzetesének irányítása alatt. Mindkettőt a Swami kezdeményezte. Isherwood szoros barátságot ápolt Huxley-val, akivel időnként együttműködött. Huxley bemutatta Isherwoodot a Swami's Vedanta Societynek és Isherwood maga is elkötelezett védántává vált Prabhavananda, a guruja kezdeményezte.
A Védántára való áttérés folyamata olyan intenzív volt, hogy Isherwood 1939 és 1945 között képtelen volt újabb regényt írni, miközben elmerült a Vedanta Szentírás tanulmányozásában, sőt egy időre szerzetes is lett a Társaságnál. A következő 35 évben Isherwood együttműködött a Swamival különféle Vedanta szentírások, köztük a Bhagavad Gita fordításán, cikkeket írt a Társaság folyóiratába, és alkalmanként előadásokat tartott a hollywoodi és a Santa Barbara templomban. Sok éven át szerda esténként eljött a hollywoodi templomba, hogy fél óráig olvassa Rámakrisna evangéliumát, majd a Swami kérdéseket fogadott a hívektől.
1950 és 1978 között Isherwood 53 előadást tartott a hollywoodi és a Santa Barbara Vedanta templomban. Naplóiban és a My Guru and His Disciple című könyvében megemlíti, hogy alkalmatlannak érzi magát a prédikációra, ezért előadásai többsége mások, elsősorban Szvámi Vivékánanda által írt dolgozatok felolvasása volt. Volt néhány eredeti előadás, köztük a Kicsoda Ramakrishna, Az író és a védánta, valamint egy előadás Girish Chandra Ghoshról, Ramakrishna háztartásbeli tanítványáról.
Isherwood a Dél-Kaliforniai Vedanta and the West társaság kéthavonta megjelenő folyóiratának elkészítésében is nagy szerepet vállalt. 1943-tól 1945-ig ügyvezető szerkesztő, 1951-től 1962-ig Aldous Huxley-vel, Gerald Hearddal, valamint 1951-től 1958-ig John van Drutennel együtt szerkesztői tanácsadó. 1949-től 1969-ig 40 cikket írt a folyóiratba.

### Isherwood és a háború
Isherwood apja, Frank Bradshaw-Isherwood ezredes volt a brit hadseregben. Az első világháborúban a franciaországi második ypres-i csatában esett el 1915 májusában, 46 éves korában. Isherwood akkor 10 éves volt. Apja halála „…mélyen érintette őt, nemcsak az apjáról alkotott képében és abban, hogy hogyan viszonyul majd az anyjához, hanem a katonasághoz és magához a háborúhoz való hozzáállásában is.” Isherwood második regénye, az 1932-ben megjelent The Memorial (Az emlékmű) azt írja le, milyen hatással van egy családra az apa első világháborúban bekövetkezett halála. A The Memorial volt az első abból, ami Isherwood védjegyévé vált: az élettapasztalatának a regény cselekményébe való visszatükrözése.
Miután felkérték, hogy hagyja el Cambridge-t, Berlinben élt, és tanúja volt a fasizmus, a náci párt és Hitler növekvő hatalmának. Isherwood a The Berlin Stories (Berlini történetek) című önéletrajzi regényeiben írja le ezeket az időket. 1933-ban barátjával, Heinz Neddermeyerrel együtt elmenekült Németországból, menedékjogot kérve Heinznek – akit Angliába nem engedtek be. Heinzet végül 1937 májusában a Gestapo letartóztatta behívócsalás és homoszexualitás gyakorlása miatt.
Isherwood Londonban a baloldallal szimpatizált, de bár az első világháború után virágzott a háborúellenes mozgalom, ellentétes ideológiai csoportokra szakadt. Egyesek csatlakozni akartak a spanyol polgárháborúhoz, mások a háború helyett inkább csak be akarták engedni a németeket, megint mások az erőszakmentes ellenállást szorgalmazták, mindezek hatására meggyengült a politikai erejük. A spanyolországi harcok kegyetlenek voltak, és „…a baloldal szétszakította magát a civakodással és a paranoiával. A veteránok úgy érezték, hogy az ügy idealizmusát kihasználták, és sokan nehezményezték, hogy árnyékkommunista végrehajtók felügyelik őket.”
1937-ben a két legnagyobb békemozgalmi csoport egyesítette erőit; a No More War Movement egyesült a Peace Pledge Unionban, amelynek tagjai a következő fogadalmat tették: „A háború az emberiség elleni bűntett. Elutasítom a háborút, és ezért eltökéltem, hogy semmilyen háborút nem támogatok. Eltökéltem továbbá, hogy a háború minden okának megszüntetéséért fogok dolgozni”. A korszak néhány vezető írója és értelmisége tartott beszédet és adta nevét az ügy mellé, köztük Gerald Heard, Aldous Huxley és Bertrand Russell.
Hemingway spanyol polgárháborús tudósításai által inspirálva Isherwood és barátja, W. H. Auden 1938 januárjában Kínába utazott, hogy tudósítson a japán invázióról, és megírta a Journey to a War (Utazás a háborúba, 1939) című művét. 1939 januárjában az Egyesült Államokon keresztül a következő nyáron visszatértek Angliába, és úgy döntöttek, hogy emigrálnak. 1939 januárjában Isherwood ekkor még nem volt tisztában saját háborúellenes meggyőződésével. A háború ellenes nézeteit ekkor még nem tisztázta. Az Amerikába vezető úton rájött, hogy pacifista, mivel nem lenne hajlandó megölni barátját, Heinzet: „Heinz a náci hadseregben van. Én nem ölném meg Heinz-et. Ezért nincs jogom senkit sem megölni.” Elvesztette politikai hitét: „Nem tudtam ismételgetni a baloldali jelszavakat, amelyeket az elmúlt években végig ismételgettem.”
Miután Kaliforniába költözött, Isherwood „…Gerald Heardtól és Aldous Huxley-tól kért tanácsot, hogy legyen pacifista, és hozzájuk hasonlóan ő is a Ramakrishna szerzetes, Swami Prabhavananda, a dél-kaliforniai Vedanta Társaság vezetőjének tanítványa lett.” Állampolgárságot kért, és mint lelkiismereti tiltakozót regisztráltatta magát. Pennsylvaniában egy kvéker szállón dolgozott, ahol a nácik elől menekülő európai zsidók letelepítésében segédkezett.
1944-ben jelent meg a hindu szentírás, a Bhagavad Gita – Song of God (Bhagavad-gíta – Isten éneke) fordítása, amelyen a szvámi és Isherwood dolgozott. A függelékben Isherwood esszéje található, The Gita and War (A Gítá és a háború) címmel. Ebben Isherwood kifejti a háború és a kötelesség védántista szemléletét. A vers cselekménye az, hogy egész India belekeveredik egy nagy csatába, és a harc előestéjén Ardzsuna, a Mahábhárata című eposz hős harcosa a két sereg közé kerül, és látva a barátokat, a családot és az érdemes embereket mindkét oldalon, eldobja a fegyvereit, és azt mondja: „Nem fogok harcolni”. A könyv hátralévő részében Krisna, Ardzsuna barátja és tanácsadója elmagyarázza a kötelesség természetét. Lehet, hogy egyesek számára, bizonyos időben helyénvaló megtagadni a harcot, de ha az ügy igaz, és harcosként kötelességed harcolni, akkor erkölcsi kockázat lenne megtagadni.

## Örökség és elismerés

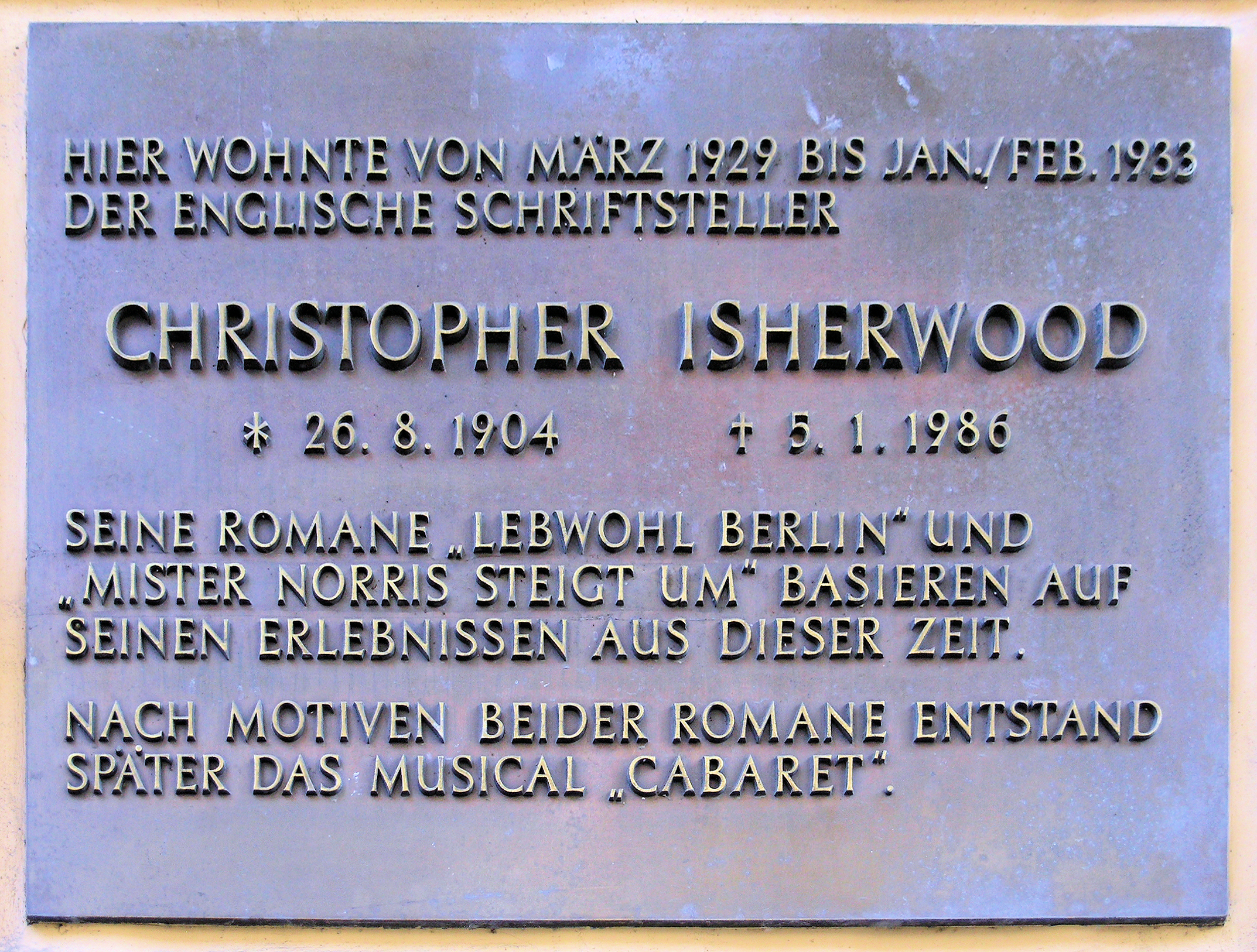
Emléktábla, Nollendorfstraße 17. Isherwood 1929 márciusa és 1933 január/február között élt itt.
(Az emléktáblán szereplő dátumok nem helytállóak: Isherwood 1930 decemberében költözött a Nollendorfstraße-ra, és Christopher and His Kind című emlékiratai szerint három nappal azután költözött el, hogy szemtanúja volt az 1933. május 10-i könyvégetésnek az Opernplatzon.)

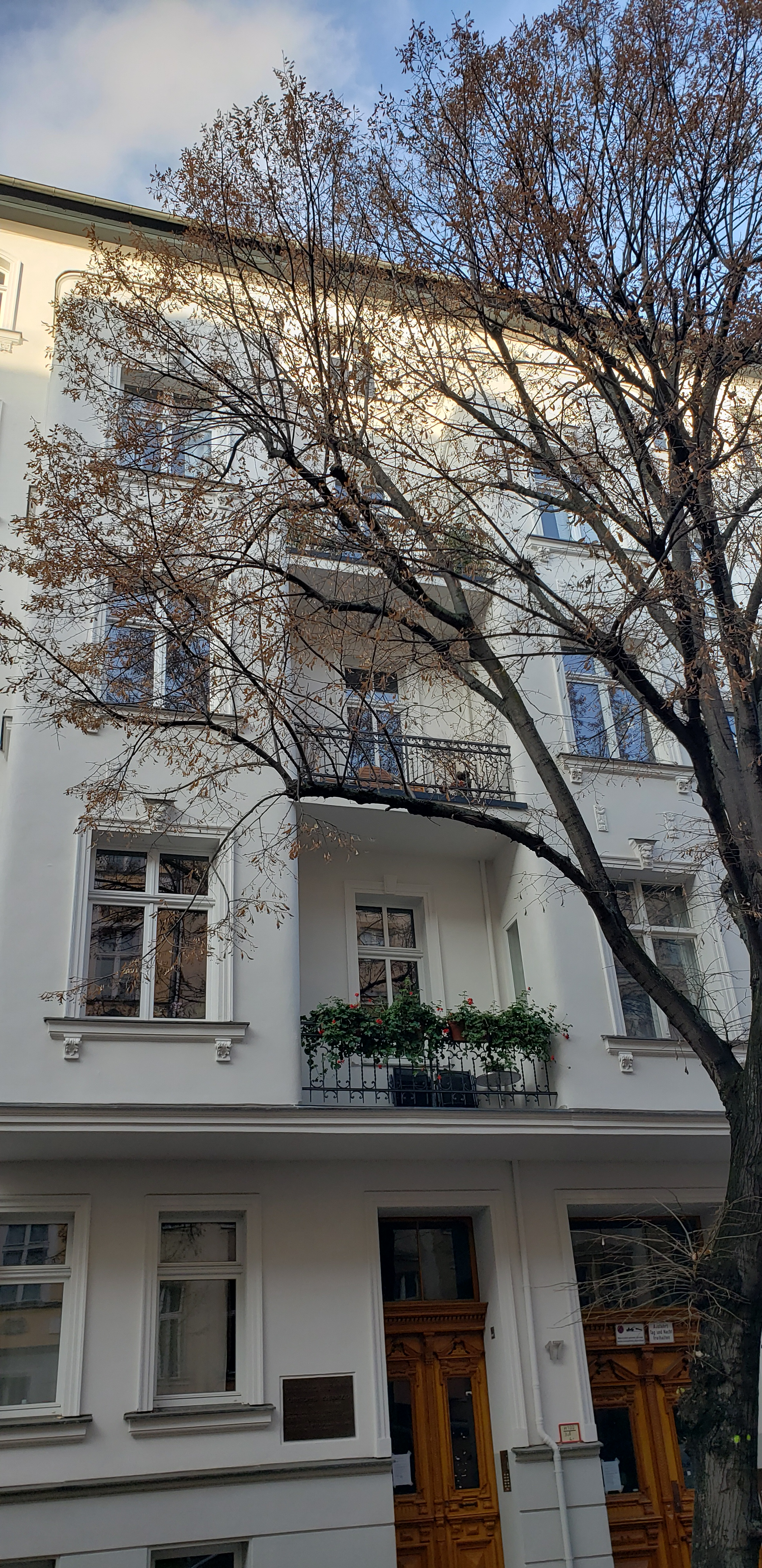
Christopher Isherwood Nollendorfstraße-i rezidenciája

- A berlini Schöneberg kerületben található ház, ahol Isherwood 1929 és 1933 között élt, emléktáblát visel.
- Isherwoodot Susan Sontag Notes on „Camp” (1964) című művében említik: „Eltekintve Christopher Isherwood The World in the Evening (1954) című regényének egy lusta kétoldalas vázlatától, a [Camp] aligha tört nyomtatásra.”[48]
- A 2008-as Chris & Don: A Love Story című film Isherwood és Bachardy életre szóló kapcsolatáról szól.
- Az A Single Man című filmet 2009-ben adaptálták A Single Man címmel.
- 2010-ben Isherwood Christopher and His Kind című önéletrajzát a BBC televíziós filmmé adaptálta, Matt Smith főszereplésével Isherwood szerepében, és Geoffrey Sax(wd)[49] rendezésében.[50] Franciaországban és Németországban az Arte csatorna sugározta 2011 februárjában, Nagy-Britanniában pedig a következő hónapban a BBC 2.
- Az éves Los Angeles Times – Christopher Isherwood önéletrajzi prózai díjat a Los Angeles Times-szal együttműködve hozták létre 2016-ban.[51]

## Művei
- All the Conspirators (1928; új kiadás 1957 új előszóval)
- The Memorial (1932)
- Mr Norris Changes Trains (1935; amerikai kiadás: The Last of Mr Norris)
- The Dog Beneath the Skin (1935, W. H. Auden közreműködésével)
- The Ascent of F6 (1937, W. H. Audennel)
- Sally Bowles (1937; később szerepel a Goodbye to Berlin-ben)
- On the Frontier (1938, W. H. Audennel)
- Lions and Shadows (1938, önéletrajzi fikció)
- Goodbye to Berlin (1939)
- Journey to a War (1939, W. H. Audennel)
- Bhagavad Gita, The Song of God (1944, Prabhavanandával)
- Vedanta for Modern Man (1945)
- Prater Violet (1945)
- The Berlin Stories (1945; tartalmazza: Mr Norris Changes Trains és Goodbye to Berlin; újra kiadva: The Berlin of Sally Bowles, 1975)
- Vedanta for the Western World (Unwin Books, London, 1949, szerk. és közreműködő)
- The Condor and the Cows (1949, dél-amerikai útinapló)
- What Vedanta Means to Me (1951, pamflet)
- The World in the Evening (1954)
- Down There on a Visit (1962)
- An Approach to Vedanta (1963)
- A Single Man (novel)|A Single Man (1964)
- Ramakrishna and His Disciples (1965)
- Exhumations (1966; újságírás és történetek)
- A Meeting by the River (1967)
- Essentials of Vedanta (1969)
- Kathleen and Frank (1971, Isherwood szüleiről)
- Frankenstein: The True Story (1973, Don Bachardyval; az 1973-as filmforgatókönyvük alapján)
- Christopher and His Kind (1976, önéletrajz), published by Sylvester & Orphanos
- My Guru and His Disciple (1980)
- October (1980, Don Bachardyval)
- The Mortmere Stories (Edward Upwarddal(wd)) (1994)
- Where Joy Resides: An Isherwood Reader (1989; Don Bachardy and James P. White, eds.)
- Diaries: 1939–1960, Katherine Bucknell(wd)[52], ed. (1996)
- Jacob's Hands: A Fable (1997) eredetileg Aldous Huxley-vel közösen írták
- Lost Years: A Memoir 1945–1951, Katherine Bucknell, ed. (2000)
- Lions and Shadows (Minneapolis: University of Minnesota Press, 2000)
- Kathleen and Christopher, Lisa Colletta, ed. (Levelek anyjának, Minneapolis: University of Minnesota Press, 2005)
- Isherwood on Writing (University of Minnesota Press, 2007)
- The Sixties: Diaries:1960–1969 Katherine Bucknell, ed. 2010
- Liberation: Diaries:1970–1983 Katherine Bucknell, ed. 2012
- The Animals: Love Letters Between Christopher Isherwood and Don Bachardy, Edited by Katherine Bucknell (Farrar, Straus and Giroux, 2014)

### Fordításai
- Charles Baudelaire, Intimate Journals (1930; átdolgozott kiadás, 1947)
- The Song of God: Bhagavad-Gita (Swami Prabhavanandával, 1944)
- Shankara's Crest-Jewel of Discrimination (Swami Prabhavanandával, 1947)
- How to Know God: The Yoga Aphorisms of Patanjali (Swami Prabhavanandával, 1953)

### Work onVedanta for the Western World
A Vedanta for the Western World a Dél-Kaliforniai Vedanta Társaság hivatalos kiadványa volt. A korabeli vezető értelmiségiek közül sok dolgozott benne, és Aldous Huxley, Gerald Heard, Alan Watts, Jiddu Krishnamurti, W. Somerset Maugham és sokan mások is megjelentek benne.
Isherwood a következő cikkeket írta, amelyek a Vedanta for the Western World-ben jelentek meg:
| - Vivekananda and Sarah Bernhardt – 1943 - On Translating the Gita – 1944 - Hypothesis and Belief – 1944 - The Gita and War – 1944 - What is Vedanta? – 1944 - Ramakrishna and Vivekananda – 1945 - The Problem of the Religious Novel – 1946 - Religion Without Prayers – 1946 - Foreword to a Man of Boys – 1950 - An Introduction – 1951 - What Vedanta Means to Me – 1951 - Who Is Ramakrishna? – 1957 - Ramakrishna and the Future – 1958 - The Home of Ramakrishna – 1958 - Ramakrishna: A First Chapter – 1959 - The Birth of Ramakrishna – 1959 - The Boyhood of Ramakrishna – 1959 - How Ramakrishna Came to Dakshineswar – 1959 - Early Days at Dakshineswar – 1959 - The Vision of Kali – 1960 | - The Marriage of Ramakrishna – 1960 - The Coming of the Bhariravi – 1960 - Some Visitors to Dakshineswar – 1960 - Tota Puri – 1960 - The Writer and Vedanta – 1961 - Mathur – 1961 - Sarada and Chandra – 1962 - Keshab Sen – 1962 - The Coming of the Disciples – 1962 - Introduction to Vivekananda – 1962 - Naren – 1963 - The Training of Naren – 1963 - An Approach to Vedanta – 1963 - The Young Monks – 1963 - Some Great Devotees – 1963 - The Gospel of Sri Ramakrishna – 1963 - The Last Year – 1964 - The Story Continues – 1964 - Letters of Swami Vivekananda – 1968 - Essentials of Vedanta – 1969 |

1948-ban a Vedanta and the West számos cikke jelent meg könyv formájában Vedanta for the Western World címmel. Isherwood szerkesztette a válogatást, bevezetővel és három cikkel ("Hypothesis and Belief", "Vivekananda and Sarah Bernhardt," "The Gita and War"). További közreműködők voltak: Aldous Huxley, Gerald Heard, Swami Prabhavananda, Szvámi Vivékánanda és mások.

### Magyarul
- Bécsi ibolyák (Prater Violet) – Magvető, Budapest, 1958 · fordította, utószó: Thurzó Gábor · a verseket ford.: Bacsó Péter · rajz: Bartha László
- Isten veled, Berlin (Goodbye to Berlin) – Európa, Budapest, 1972 · fordította: Réz Ádám · illusztrálta: Würtz Ádám
- Kabaré. Isten veled, Berlin; ford. Réz Ádám; K. u. K., Budapest, 2002 (Unikum könyvek)

## Fordítás
- Ez a szócikk részben vagy egészben  a   Christopher Isherwood című angol Wikipédia-szócikk fordításán alapul.  Az eredeti cikk szerkesztőit annak laptörténete sorolja fel. Ez a jelzés csupán a megfogalmazás eredetét és a szerzői jogokat jelzi, nem szolgál a cikkben szereplő információk forrásmegjelöléseként.